# Samtsche-Dzjavacheti
Samtsche-Dzjavacheti (Georgisch: სამცხე-ჯავახეთი) is een regio (mchare) in het zuiden van Georgië met een oppervlakte van 6413 km² en 142.065 inwoners (2024). De hoofdstad is Achaltsiche, de belangrijkste stad van de regio en oud-hoofdstad van het historische vorstendom Samtsche. Sinds 6 mei 2025 is Zaal Gelasjvili gouverneur van de regio.
De regio heeft zes gemeenten en omvat de historische landsdelen Mescheti (Samtsche), Dzjavacheti en Tori. Het territorium Zemo-Kartli (Opper-Kartli) onderdeel van Kartli. De regio kent een Armeense meerderheid.

## Geografie
Samtsche-Dzjavacheti ligt in het zuiden van Georgië en grenst aan zowel Turkije als Armenië. Ten noordwesten van de regio liggen de Georgische autonome republiek Adzjarië en de regio Goeria. In het noorden grenst Samtsche-Dzjavacheti aan Imereti en Sjida Kartli en in het oosten aan Kvemo Kartli. 

### Hooglanden
De regio bestaat voornamelijk uit het Dzjavacheti-plateau, een hoogland van vulkanische oorsprong en is noordkant van het Armeens Hoogland. De hoogvlaktes van Samtsche-Dzjavacheti liggen tussen de 1500-2000 meter boven zeeniveau. De regio wordt op natuurlijke wijze begrensd door enkele bergketens, de belangrijkste zijn de Mescheti- en Trialetigebergtes in het noorden en de Samsari- en Dzjavachetigebergtes in het oosten, welke bergkammen voor een groot deel de grenzen van de Samtsche-Dzjavacheti zijn..
De hoogste bergen van de regio liggen in het Samsarigebergte: de Didi Aboeli (3301 m), een stratovulkaan en de Samsari (3285), waar ook een caldera ligt. Een andere zichtbaar aanwezige vulkaan in dit gebergte is de Sjavnabada (2929 m). In het Dzjavachetigebergte zijn ook enkele drieduizenders te vinden, waaronder de Emlikli (3054 m) en de Leili (3157 m) op de grens met Armenië. In het noorden liggen de hoogste toppen van het Meschetigebergte op de regiogrens, die rond de 2800 meter hoog zijn. Het Trialetigebergte in het noordoosten is minder hoog met toppen tussen de 2000- en 2500 meter. Door de hoge ligging van de regio heeft het koude en sneeuwrijke winters. In Bakoeriani, niet ver van de toeristische trekpleister Bordzjomi, is een wintersportgebied. In het Meschetigebergte bij Bordzjomi ligt het nationaal park Bordzjomi-Charagaoeli, het grootste nationaal park van Georgië.

### Meren en rivieren
In het hoogland liggen enkele van de grootste meren van Georgië, zoals het Paravanimeer, Tabatskoerimeer, Kartsachimeer en Chantsjalimeer. Verschillende van deze meren en de graslanden in de hooglanden, die veel vogels aantrekken, vallen onder het nationaal park Dzjavacheti. De grootste rivier van Georgië, de Mtkvari, stroomt vanuit Turkije een paar kilometer ten noorden van het Kartsachimeer de regio binnen. De rivier heeft een kloof in het hoogland uitgesneden met een diepte tot 700 meter, en vormt de oostelijke begrenzing van het Eroesjeti Hoogland, een gebergte langs de grens met Turkije.
In deze kloof ligt het grote historische grotklooster Vardzia, een belangrijke toeristische trekpleister. De rivier stroomt door deze kloof in noordwestelijke richting naar Achaltsiche, via het Chertvisi-fort waar de Paravani rivier zich bij de Mtkvari voegt. Na Achaltsiche stroomt de rivier in noordoosten en stroomt naar Bordzjomi tussen het Meschetigebergte (linkeroever) en Trialetigebergte (rechteroever), waarna ze de regio verlaat via de Sjida Kartli vlakte. 

## Economie
De Bakoe-Tbilisi-Ceyhan-pijpleiding (olie) en de Zuid-Kaukasus-pijplijn (gas) doorkruisen de regio. Deze pijpleidingen zijn van strategisch belang voor Georgië, en leveren ook transitbaten op. Daarnaast is in 2017 de Bakoe-Tbilisi-Kars spoorlijn geopend. Voor deze route werd het traject Tbilisi - Achalkalaki gerenoveerd en deels herbouwd door Samtsche-Dzjavacheti. Het traject Achalkalaki - Kars (Turkije) werd geheel nieuw aangelegd. Het traject is onderdeel van het Chinese Belt & Road routenetwerk. Sinds 2017 rijden goederentreinen van en naar China hierlangs. Een passagiersdienst is aangekondigd. 

## Bestuurlijke onderverdeling
Samtsche-Dzjavacheti heeft zes gemeenten: 
| - Achalkalaki - Achaltsiche - Adigeni | - Aspindza - Bordzjomi - Ninotsminda |

De regio heeft in totaal 271 bewoonde kernen:
- Vijf steden: Achalkalaki, Achaltsiche, Bordzjomi, Ninotsminda en Vale
- Zeven daba's: Adigeni, Abastoemani, Achaldaba, Aspindza, Bakoeriani, Bakoerianis Andeziti en Tsagveri
- 259 dorpen, waaronder het voormalige daba Bakoerianis Andeziti en het mono-etnisch Armeense Esjtia. De dorpen zijn ingedeeld in 82 administratieve gemeenschappen (თემი, temi).

## Demografie
Samtsche-Dzjavacheti telde op 1 januari 2024 142.065 inwoners, een daling van elf procent ten opzichte van de volkstelling van 2014. Het grootste deel van de krimp van de regio vond plaats in de Armeens bevolkte gemeenten Achalkalaki en Ninotsminda.
| Achalkalaki | 62.977 | 69.992 | 68.234 | 69.256 | 60.975 | - | 45.070 | 41.481 | 37.379 |
| Achaltsiche | 50.420 | 51.907 | 49.836 | 54.747 | 46.134 | - | 38.895 | 39.401 | 39.338 |
| Adigeni | 19.593 | 20.272 | 20.278 | 21.284 | 20.752 | - | 16.462 | 16.134 | 15.628 |
| Aspindza | 11.265 | 12.494 | 12.264 | 13.262 | 13.010 | - | 10.372 | 10.535 | 10.572 |
| Bordzjomi | 37.010 | 39.661 | 40.796 | 41.266 | 32.422 | - | 25.214 | 24.983 | 24.525 |
| Ninotsminda | 32.064 | 37.267 | 36.268 | 38.935 | 34.305 | - | 24.491 | 19.580 | 14.623 |
| * Uit onderzoek na volkstelling 2014 is gebleken dat volkstelling 2002 8-9 procent te hoog is uitgevallen. **Gecorrigeerde data op basis van retro-projectie 1994-2014 i.s.m. VN. |        |        |        |        |        |   |        |        |        |

### Etniciteit en religie
De bevolking van Samtsche-Dzjavacheti bestaat volgens de volkstelling van 2014 in meerderheid uit Armeniërs (50,5%), die zich voornamelijk concentreert in de gemeenten Ninotsminda en Achalkalaki met respectievelijk 93% en 95% van de bevolking. In de andere gemeenten zijn de Georgiërs ruimschoots in de meerderheid. Hun aandeel in de regio bevolking is 48,3%. Etnische minderheden in kleine getale aanwezig: Russen (0,4%), Grieken (0,3%), Osseten (0,2%), Oekraïners (0,1%) en Azerbeidzjanen.
De meeste inwoners in de regio zijn Georgisch-Orthodox (45,2%), terwijl 39,9% Armeens-Orthodox is. In de gemeenten Achalkalaki en Ninotsminda is driekwart van de bevolking Armeens-Orthodox, in navolging van de etnische samenstelling. Ruim driekwart van alle Georgische katholieken woont in Samtsche-Dzjavacheti. Deze religie is met 9,3% de derde grootste in de regio, gevolgd door de islam (3,8%). Dit zijn voornamelijk Adzjaren in de gemeente Adigeni dat aan Adzjarië grenst. Verder is er een kleine gemeenschap jehova's (0,2%) en wonen er enkele tientallen protestanten en joden.

## Bezienswaardigheden
- Rabatifort in Achaltsiche
- Grotklooster Vardzia
- Historisch kuuroord Abastoemani

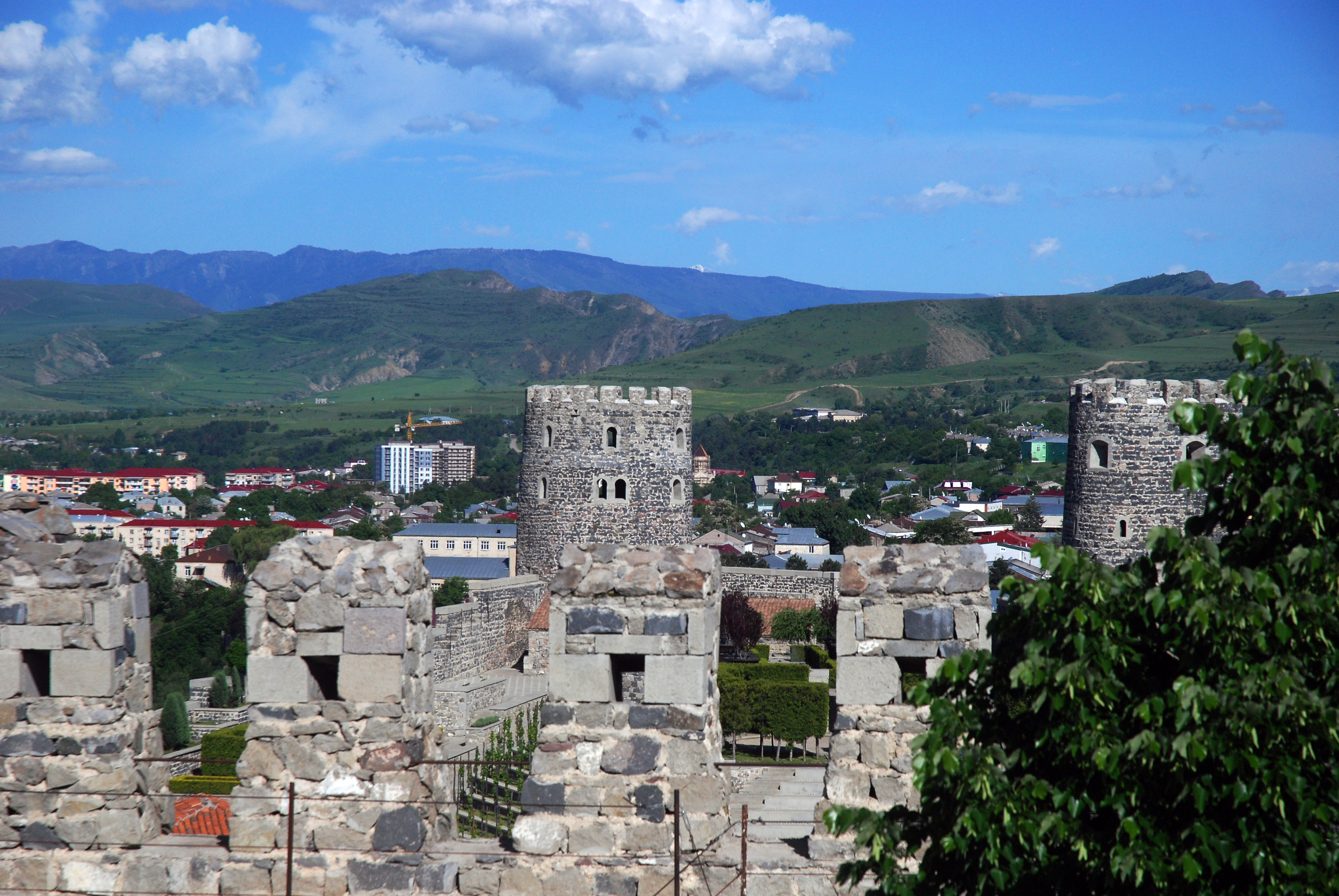
Achaltsiche, hoofdstad van Samtsche-Dzjavacheti met het Rabatifort

- Tamarkasteel van Odzrche, bij Abastoemani.
- Bordzjomi met zomerresidenties uit de tsaristisch Russische periode.